# Carpintería de ribera en la región de Aysén
La Carpintería de Ribera en la región de Aysén, también conocido como "Construcción y navegación en chalupa a vela en Guaitecas", concierne al conjunto de prácticas y conocimientos destinados a la construcción, mantención y reparación de embarcaciones de madera en la Región de Aysén. Es una técnica artesanal tradicional de Aysén, que es parte del Registro de Patrimonio Cultural Inmaterial en Chile, un instrumento de gestión orientado a la identificación y clasificación de los elementos de patrimonio cultural inmaterial presentes en Chile.

## Origen
Desde sus orígenes, esta técnica tradicional (conocimientos y práctica) se vincula con los ciclos productivos de la madera y el mar y con aspectos asociados a la materialidad, la relación entre las técnicas y territorios, como la vasta tradición de navegación en este territorio.
Las tecnologías de navegación recogen conocimientos de grupos canoeros-huilliche del archipiélago norpatagónico, así como tecnologías introducidas por grupos inmigrantes europeos.
Son relevantes los criterios de tradición y especialización, ya que son contenidos aprendidos a través de generaciones, adaptables de acuerdo al contexto y desempeño de cada cultor.
Si bien hasta hoy, se relaciona mayoritariamente con las faenas de la actividad pesquera, también se construyen embarcaciones pequeñas, como chatas o botes, que históricamente han resuelto necesidades de conectividad y transporte de mercadería, maderas u otro tipo de carga útil para la vida cotidiana y laboral

## Materialidad
Este práctica utiliza principalmente especies de árboles del territorio sur austral, que son muy valoradas para la construcción de embarcaciones para actividades productivas madereras y de pesca o recolección marina. Destacan el Ciprés de las Guaitecas (Pilgerodendron uviferum), Tineo (Weinmannia trichosperma), Mañío (Podocarpus nubigenus), y la Tepa (Laureliopsis philippiana).

## Proceso constructivo
Para construir una embarcación se deben desarrollar etapas consecutivas y enlazadas de tareas especializadas. En primer lugar, se selecciona la madera a utilizar para las estructuras internas: quilla, roda, codaste y cuadernas. Posterior a esto se desarrolla el entablado, estopado o calafateado y posterior construcción de los componentes ubicados en la parte superior, en el caso de lanchas que lo requieran. Cuando las embarcaciones se destinan a la pesca, se debe incluir la aplicación de sellantes, la instalación de motores como fuerza propulsora y de componentes eléctricos para la conectividad durante faenas.

## Ubicación
Hoy en día, es posible encontrar personas que son reconocidas bajo la denominación común de “Carpinteros de Ribera” o “Maestros de Ribera” o “Constructores de Ribera”, manteniendo vigente esta práctica en Caleta Tortel, Puerto Cisnes, Puerto Aysén, Puerto Aguirre, Caleta Andrade, Puerto Chacabuco, Repollal y Melinka.